# Haloxylon
Haloxylon is een geslacht uit de amarantenfamilie (Amaranthaceae). De soorten komen voor in Spanje, Noord-Afrika en van West-Azië in het westen tot in Mongolië en China in het oosten.

## Soorten
- Haloxylon ammodendron (C.A.Mey.) Bunge ex Fenzl
- Haloxylon gracile (Aellen) Hedge
- Haloxylon griffithii (Moq.) Boiss.
- Haloxylon multiflorum (Moq.) Bunge ex Boiss.
- Haloxylon negevensis (Iljin & Zohary) L.Boulos
- Haloxylon persicum Bunge
- Haloxylon salicornicum (Moq.) Bunge ex Boiss.
- Haloxylon schmittianum Pomel
- Haloxylon scoparium Pomel
- Haloxylon tamariscifolium (L.) Pau
- Haloxylon thomsonii Bunge ex Boiss.

... · 
Achyranthes · 
Aerva ·
Alternanthera ·
Amaranthus (Amarant) · 
Atriplex (Melde) · 
Axyris · 
Bassia (Zoutkruid) · 
Beta (Biet) · 
Blitum (Spiesganzenvoet) · 
Celosia · 
Chenopodium (Ganzenvoet) · 
Corispermum (Vlieszaad) · 
Dysphania · 
Halimione (Zoutmelde) · 
Halocnemum · 
Halothamnus · 
Haloxylon · 
Kochia · 
Krascheninnikovia · 
Polycnemum (Knarkruid) · 
Patellifolia · 
Ptilotus · 
Pupalia ·
Salicornia (Zeekraal) · 
Salsola (Loogkruid) · 
Spinacia · 
Suaeda · 
Traganum · 
...